# Beschaffungsprostitution
Als Beschaffungsprostitution bezeichnet man Prostitution, die der Finanzierung des Drogenkonsums der oder des Prostituierten dient.

## Definition
Beschaffungsprostitution – auch „Drogenprostitution“ genannt – ist ein vager, wissenschaftlich unzureichend definierter Begriff zur Beschreibung des Überschneidungsbereichs von Drogenkonsum/-abhängigkeit und Prostitution. Die Beschaffungsprostitution war bis Anfang der 1990er Jahre weitgehend beschrieben, jedoch kaum eingehend erforscht worden.
Im Rahmen der Beschaffungsprostitution ist der Drogenkonsum nicht bloß eine Begleiterscheinung, sondern stellt das Hauptmotiv für die Prostitutionstätigkeit dar. Sie ergibt sich primär aus dem Finanzierungsdruck zur Kostendeckung des Drogenkonsums. Man spricht in diesem Zusammenhang von einem sogenannten Teufelskreis, wonach die fehlenden Mittel zur Drogenfinanzierung die Prostitution erforderlich machen, die ihrerseits nur unter Drogeneinfluss zu ertragen sei.

## Ursachen und Risiken
Beschaffungsprostitution ist durch räumliche Nähe zur Drogenszene und eine hohe Mobilität gekennzeichnet.
Die Einstiegsverläufe sind vielfältig und reichen von der Finanzierung des Drogenkonsums für sich selbst oder den Partner über existentielle und ökonomische Notlagen bis hin zur Übernahme von Verantwortung und Unabhängigkeit. Für viele Frauen stellt die Prostitution in manchen Staaten eine einfache, schnelle und vor allen Dingen grundsätzlich legale Art dar, sich Geld für ihren Drogenkonsum zu beschaffen. Das Einstiegsalter der Frauen bzw. Mädchen liegt durchschnittlich bei 17,5 Jahren. Da viele Frauen durch ihre Sozialisationsvergangenheit und Missbrauchserfahrungen die bloße Reduzierung auf ein Sexobjekt bereits erfahren haben, scheint die Hemmschwelle, den eigenen Körper für gewerbliche Zwecke zu nutzen, trotz der damit verbundenen Risiken relativ gering.
Gewalt durch Freier, Vergewaltigung, Raub, die Forderungen nach extremen, mit körperlichen und gesundheitlichen Risiken verbundenen Sexualpraktiken und Freiheitsberaubung gehören zum Alltag der drogenabhängigen Prostituierten. Diese Risiken werden durch unsolidarisches Verhalten und fehlenden Selbst- und Gruppenschutz noch verstärkt. Viele der drogenabhängigen Frauen leben letztendlich als Einzelgängerinnen, deren wenige freundschaftliche Kontakte von Misstrauen und Konkurrenzdenken geprägt sind.
Es werden Straftaten wie Vergewaltigung und Raub selten angezeigt, denn die Prostituierten müssen befürchten, wegen eines Verstoßes gegen das Betäubungsmittelgesetz (BtMG) oder eine bestehende Sperrbezirksverordnung selber rechtlich belangt zu werden.
Durch ungeschützten Geschlechtsverkehr ist das Risiko einer HIV-Infektion bzw. von anderen Geschlechtskrankheiten im Bereich der drogenbedingten Prostitution erhöht. Zudem kann Kokainkonsum die Risikobereitschaft der betroffenen Prostituierten negativ beeinflussen.

## Statistik
Schätzungen der Anzahl der Prostituierten sind mit großen Unsicherheiten behaftet. Dies gilt in besonderem Maße für Prostituierte, die ihrer Meldepflicht aus § 3 des Prostituiertenschutzgesetzes nicht nachkommen und möglichst unerkannt bleiben wollen. 2017 trat die Verordnung über die Führung einer Bundesstatistik nach dem Prostituiertenschutzgesetz (Prostitutions-Statistikverordnung - ProstStatV) in Kraft. Doch waren Ende 2017 bundesweit nur rund 7000 Prostituierte bei den Behörden gültig angemeldet.
Etwa 400.000 Frauen arbeiten in Deutschland in der Prostitution, davon etwa 80.000 auf dem „Straßenstrich,“ die wiederum zu einem großen Teil der Drogenszene angehören.